# Gustaf von Schulte
Gustaf von Schulte, född 1669, var en svensk militär.
Gustaf von Schulte var son till Wilhelm Caspar von Schulte och Beata von Sommerfeld. Han var överstelöjtnant vid artilleriet, var överste och chef för Adelsfanan i Bremen 1705–1711 och chef för Bremiska lantmilisregementet 1711–1712.